# Malbork Kałdowo
Malbork Kałdowo – przystanek kolejowy w dzielnicy Kałdowo w Malborku, w województwie pomorskim, w Polsce. Znajduje się on przy strategicznie ważnej do 1945 roku magistrali kolejowej Berlin – Królewiec (tzw. Ostbahn).

## Ruch pasażerski[1]
| Rok  | Wymiana pasażerska na dobę |
| ---- | -------------------------- |
| 2017 | 50-99                      |
| 2018 | 50-99                      |
| 2019 | 50-99                      |
| 2020 | 50-99                      |
| 2021 | 50-99                      |
| 2022 | 100-149                    |
| 2023 | 150-199                    |